# Rexea
Rexea is een geslacht van straalvinnige vissen uit de familie van slangmakrelen (Gempylidae). Het geslacht is voor het eerst wetenschappelijk beschreven in 1911 door Waite.

## Soorten
- Rexea alisae Roberts & Stewart, 1997
- Rexea antefurcata Parin, 1989
- Rexea bengalensis (Alcock, 1894)
- Rexea brevilineata Parin, 1989
- Rexea nakamurai Parin, 1989
- Rexea prometheoides (Bleeker, 1856)
- Rexea solandri (Cuvier, 1832)